# Mer de Myrto
La mer de Myrto ou mer Myrtoenne (grec moderne : Μυρτώο Πέλαγος / Mirtóo Pélagos) est la partie sud-ouest de la mer Égée. Les régions entourant cette mer sont les îles Cyclades à l'est, l'Attique et le golfe Saronique au nord, le Péloponnèse au sud-ouest.  
Elle comporte plusieurs golfes tels que
- golfe Argolique
- golfe d'Hydra
- golfe d'Épidaure
- golfe Saronique.

Le canal de Corinthe fait la jonction entre le golfe de Corinthe et la mer de Myrto par le golfe Saronique
Ses eaux se mélangent à celles de la mer de Crète.